# Màscara N95

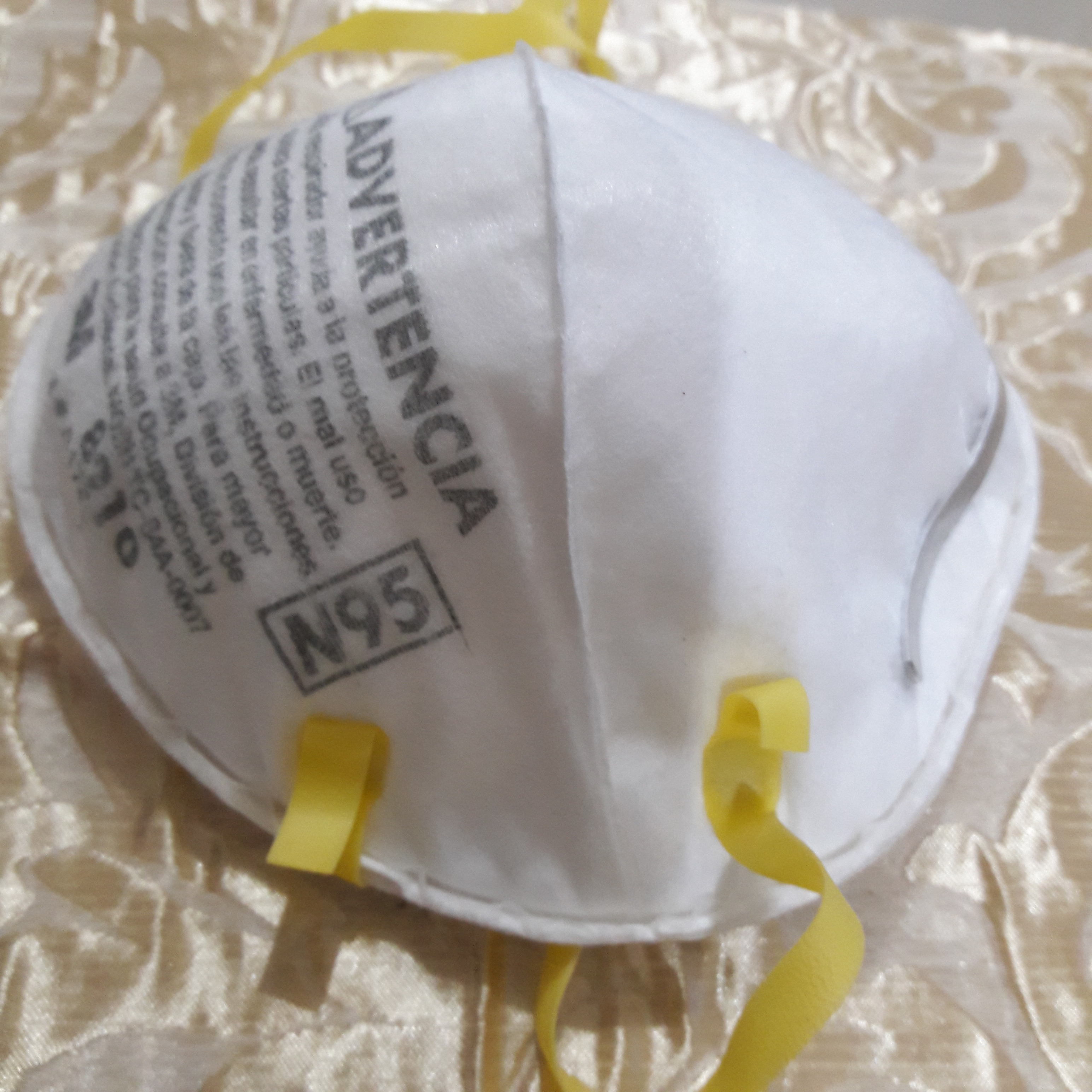
Màscara N95

La màscara N95 és una barrera per als orificis respiratoris, narius i boca d'un sol ús que serveix per a filtrar aproximadament el 95% de les partícules de l'aire. La designació N significa que no filtra olis, i el 95, que filtra fins al 95% de les partícules en l'ambient. La màscara té una equivalència en protecció a la màscara FFP2 de la norma europea.
Venen sense vàlvula i amb vàlvula. La de vàlvula és utilitzada per a disminuir la sensació de sufocació, però no és recomanable quan existeix el risc de malalties respiratòries.
Aquest tipus de màscara va ser aprovat per l'Institut Nacional de Seguretat i Salut Ocupacionals dels Estats Units d'Amèrica com una de les màscares autofiltrants o quirúrgiques. Se solen usar en entorns laborals en què es troben partícules nocives i mutagèniques, com la metal·lúrgia, recol·lecció d'escombraries i construcció. També es troben autoritzats per l'FDA com a dispositius mèdics.

## Funcionament i ús
És de fàcil ús a causa de la seva forma ergonòmica, que s'ajusta al rostre.
- Es col·loca sobre la boca.
- S'ajusten les bandes elàstiques en la zona posterior del coll.
- S'ajusta el clip nasal a la forma del nas.

És utilitzada per a evitar contagis amb agents patològics com ara tuberculosi, SRAG i coronavirus. Són d'un sol ús, i per a un ús d'1 a 2 dies.

## Tipus de màscares segons la norma europea - FFP
La normativa europea EN 143 defineix les màscares pel tipus de filtres de partícules que es poden acoblar o caracteritzar una màscara quirúrgica o industrial facial: P1 (78% filtrat), P2 (92% de filtrat) P3 (98% de filtrat)
La norma europea EN 149 defineix les següents classes de "mitges màscares filtrants parcials" (filtering half masks) o "peces facials filtrants" (filtering face pieces, FFP), és a dir, respiradors construïts total o totalment amb material filtrant:
| classe | Límit de penetració de l'filtre (a 95 l./min de flux d'aire)     | Flux cap a dins | ús |
| ------ | ---------------------------------------------------------------- | --------------- | --- |
| FFP1   | Filtra almenys el 78% de les partícules transportades per l'aire | <22%            | Antipols |
| FFP2   | Filtra almenys el 92% de les partícules en l'aire                | <8%             | contra els virus influença (influenzavirus A), Influenzavirus B, grip aviària, coronavirus (MERS-CoV, SARS-CoV [SRAS], SARS-CoV-2 [COVID-19], Yersinia pestis, tuberculosi així com els usos indicats en FFP1                                                                             |
| FFP3   | Filtra almenys el 98% de les partícules en l'aire                | <2%             | contra partícules molt fines de, per exemple, asbest i ceràmica; procediments mèdics que generin aerosols (Intubació endotraqueal, broncoscòpia, rentat bronocoalveolar, ventilació manual prèvia a la intubació, ventilació no invasiva, traqueotomia i usos assenyalats de FFP2 i FFP1) |

Tant la norma europea EN 143 com l'EN 149 proven la penetració dels filtres amb aerosols secs clorur de sodi i oli de parafina després d'emmagatzemar els filtres a 70 ° C i -30 ° C durant 24 h cadascun. Les normes inclouen proves de resistència mecànica, resistència a la respiració i obstrucció. A 149 prova la fugida cap a l'interior entre la màscara i la cara, on 10 subjectes humans realitzen 5 exercicis cadascun i per a 8 individus la mitjana mesurat de fugida cap a l'interior no ha d'excedir el 22%, 8% i 2% respectivament, com s'indica a dalt.